# FC Zwolle in het seizoen 1994/95
Het seizoen 1994/1995 was het 84e jaar in het bestaan van de Zwolse voetbalclub FC Zwolle. De club kwam uit in de Eerste divisie en nam ook deel aan het toernooi om de KNVB beker.

## Wedstrijdstatistieken

### Eerste divisie
| 1e speelronde | BV Veendam | 1 – 1 (0 – 1) | FC Zwolle                                                            | Opstelling FC Zwolle: |
| 27 augustus 1994 Aanvangstijd: --:-- uur Plaats: Veendam De Langeleegte Toeschouwers: 2.950 Scheidsrechter: Harrie van Beek        | Gerard Wiekens 57'                                                                                              |               | 18' Remco Boere                                                      |                       |
| 2e speelronde | FC Zwolle | 2 – 2 (1 – 2) | FC Den Haag                                                          | Opstelling FC Zwolle: |
| 31 augustus 1994 Aanvangstijd: --:-- uur Plaats: Zwolle Oosterenkstadion Toeschouwers: 2.750 Scheidsrechter: Hennie de Graaf       | Remco Boere 32' Henry van der Vegt 86'                                                                          |               | 19' Zier Tebbenhoff 20' Harry van der Laan                           |                       |
| 3e speelronde | FC Zwolle | 3 – 1 (0 – 1) | Excelsior                                                            | Opstelling FC Zwolle: |
| 16 september 1994 Aanvangstijd: --:-- uur Plaats: Zwolle Oosterenkstadion Toeschouwers: 2.100 Scheidsrechter: Theo Blommesteijn    | Remco Boere 70' Chafiek Goelab 77' Henry van der Vegt 90'                                                       |               | 37' Winston Bakboord                                                 |                       |
| 4e speelronde | FC Den Bosch | 0 – 0         | FC Zwolle                                                            | Opstelling FC Zwolle: |
| 21 september 1994 Aanvangstijd: --:-- uur Plaats: 's-Hertogenbosch Stadion De Vliert Toeschouwers: 1.139 Scheidsrechter: Hans Blom | |               |                                                                      |                       |
| 5e speelronde | FC Zwolle | 2 – 0 (1 – 0) | Helmond Sport                                                        | Opstelling FC Zwolle: |
| 24 september 1994 Aanvangstijd: --:-- uur Plaats: Zwolle Oosterenkstadion Toeschouwers: 3.250 Scheidsrechter: Jack van Hulten      | Milles Reingoud 13' Henry van der Vegt 69'                                                                      |               |                                                                      |                       |
| 6e speelronde | RBC | 1 – 1 (0 – 1) | FC Zwolle                                                            | Opstelling FC Zwolle: |
| 1 oktober 1994 Aanvangstijd: --:-- uur Plaats: Roosendaal Sportpark De Luiten Toeschouwers: 2.800 Scheidsrechter: Hugo Luijten     | Ignacio Tuhuteru (pen) 49'                                                                                      |               | 6' Henry van der Vegt                                                |                       |
| 7e speelronde | SC Heracles '74                                                                                                 | 3 – 2 (1 – 0) | FC Zwolle                                                            | Opstelling FC Zwolle: |
| 8 oktober 1994 Aanvangstijd: --:-- uur Plaats: Almelo Bornsestraat Toeschouwers: 2.300 Scheidsrechter: Ben Bettinger               | Folkert Velten 41' Folkert Velten 67' Erwin Leurink 69'                                                         |               | 51' Henry van der Vegt 73' Henry van der Vegt                        |                       |
| 8e speelronde | FC Zwolle | 1 – 0 (0 – 0) | Eindhoven                                                            | Opstelling FC Zwolle: |
| 14 oktober 1994 Aanvangstijd: --:-- uur Plaats: Zwolle Oosterenkstadion Toeschouwers: 2.850 Scheidsrechter: Keimke Zuidema         | Leo Schellevis 70'                                                                                              |               |                                                                      |                       |
| 9e speelronde | Haarlem | 4 – 2 (2 – 1) | FC Zwolle                                                            | Opstelling FC Zwolle: |
| 22 oktober 1994 Aanvangstijd: --:-- uur Plaats: Haarlem Haarlemstadion Toeschouwers: 1.707 Scheidsrechter: György Takacs           | Herman van Eekeres 4' Donny Huijsen 35' Donny Huijsen 69' Dries Boussatta 75'                                   |               | 40' Henry van der Vegt 80' Gregg Berhalter                           |                       |
| 10e speelronde | FC Zwolle | 4 – 0 (2 – 0) | Emmen                                                                | Opstelling FC Zwolle: |
| 28 oktober 1994 Aanvangstijd: --:-- uur Plaats: Zwolle Oosterenkstadion Toeschouwers: 3.450 Scheidsrechter: Jan-Willem van Veluwen | Henry van der Vegt 29' Richard Plug 41' Richard Plug 57' Martin Reijnders 84'                                   |               |                                                                      |                       |
| 11e speelronde | VVV | 0 – 1 (0 – 0) | FC Zwolle                                                            | Opstelling FC Zwolle: |
| 5 november 1994 Aanvangstijd: --:-- uur Plaats: Venlo De Koel Toeschouwers: 2.962 Scheidsrechter: Hennie de Graaf                  | |               | 61' Remco Boere                                                      |                       |
| 12e speelronde | FC Zwolle | 2 – 1 (1 – 1) | AZ                                                                   | Opstelling FC Zwolle: |
| 11 november 1994 Aanvangstijd: --:-- uur Plaats: Zwolle Oosterenkstadion Toeschouwers: 3.650 Scheidsrechter: Ed Pieterman          | Remco Boere 37' Remco Boere 86'                                                                                 |               | 16' John Mutsaers                                                    |                       |
| 13e speelronde | Fortuna Sittard                                                                                                 | 5 – 1 (2 – 1) | FC Zwolle                                                            | Opstelling FC Zwolle: |
| 19 november 1994 Aanvangstijd: --:-- uur Plaats: Sittard De Baandert Toeschouwers: 5.100 Scheidsrechter: Wout Schaap               | Mark van Bommel 1' Robert van der Weert 3' Mark van Bommel 70' Robert van der Weert 86' Ronald Hamming 88'      |               | 43' Martin Reijnders                                                 |                       |
| 14e speelronde | FC Zwolle | 1 – 1 (0 – 1) | TOP Oss                                                              | Opstelling FC Zwolle: |
| 25 november 1994 Aanvangstijd: --:-- uur Plaats: Zwolle Oosterenkstadion Toeschouwers: 3.650 Scheidsrechter: Jack van Hulten       | Marco Koorman 58'                                                                                               |               | 31' Gerrie Schaap                                                    |                       |
| 15e speelronde | FC Zwolle | 0 – 1 (0 – 0) | Cambuur Leeuwarden                                                   | Opstelling FC Zwolle: |
| 2 december 1994 Aanvangstijd: --:-- uur Plaats: Zwolle Oosterenkstadion Toeschouwers: 3.950 Scheidsrechter: Harrie van Beek        | |               | 69' Michel van Oostrum                                               |                       |
| 16e speelronde | De Graafschap                                                                                                   | 5 – 1 (2 – 0) | FC Zwolle                                                            | Opstelling FC Zwolle: |
| 17 december 1994 Aanvangstijd: --:-- uur Plaats: Doetinchem Stadion De Vijverberg Toeschouwers: 3.700 Scheidsrechter: Fred Sterk   | Olaf Lindenbergh 20' Jan Oosterhuis 25' Virgil Breetveld 50' Jan Oosterhuis 64' René van den Brink 76'          |               | 89' Richard Plug                                                     |                       |
| 17e speelronde | FC Zwolle | 0 – 2 (0 – 0) | BV Veendam                                                           | Opstelling FC Zwolle: |
| 13 januari 1995 Aanvangstijd: --:-- uur Plaats: Zwolle Oosterenkstadion Toeschouwers: 2.650 Scheidsrechter: Herman van Dijk        | |               | 58' Bert Zuurman 68' Joseph Oosting                                  |                       |
| 18e speelronde | FC Den Haag | 5 – 1 (2 – 0) | FC Zwolle                                                            | Opstelling FC Zwolle: |
| 22 januari 1995 Aanvangstijd: --:-- uur Plaats: Den Haag Zuiderparkstadion Toeschouwers: 1.600 Scheidsrechter: Rien Koopman        | Harry van der Laan (pen) 14' Rick Hoogendorp 26' Harry van der Laan 49' Rick Hoogendorp 53' Rick Hoogendorp 83' |               | 70' (pen) Henry van der Vegt                                         |                       |
| 19e speelronde | FC Zwolle | 0 – 3 (0 – 3) | SC Heracles '74                                                      | Opstelling FC Zwolle: |
| 27 januari 1995 Aanvangstijd: --:-- uur Plaats: Zwolle Oosterenkstadion Toeschouwers: 2.950 Scheidsrechter: Jan Wegereef           | |               | 18' Mark Wiggers 19' Folkert Velten 25' Folkert Velten               |                       |
| 20e speelronde | Excelsior | 1 – 1 (1 – 0) | FC Zwolle                                                            | Opstelling FC Zwolle: |
| 4 februari 1995 Aanvangstijd: --:-- uur Plaats: Rotterdam Stadion Woudestein Toeschouwers: 1.200 Scheidsrechter: Ad van Meerkerk   | Mario Been 24'                                                                                                  |               | 61' Richard Plug                                                     |                       |
| 21e speelronde | FC Zwolle | 3 – 1 (1 – 0) | FC Den Bosch                                                         | Opstelling FC Zwolle: |
| 10 februari 1995 Aanvangstijd: --:-- uur Plaats: Zwolle Oosterenkstadion Toeschouwers: 2.750 Scheidsrechter: Henk Boot             | Marco Koorman 2' Remco Boere 76' Remco Boere 82'                                                                |               | 68' Maurice Verberne                                                 |                       |
| 22e speelronde | Helmond Sport                                                                                                   | 1 – 0 (1 – 0) | FC Zwolle                                                            | Opstelling FC Zwolle: |
| 18 februari 1995 Aanvangstijd: --:-- uur Plaats: Helmond Stadion De Braak Toeschouwers: 2.250 Scheidsrechter: Eugène Westerink     | Ger Schuman 30'                                                                                                 |               |                                                                      |                       |
| 23e speelronde | FC Zwolle | 0 – 0         | Telstar                                                              | Opstelling FC Zwolle: |
| 24 februari 1995 Aanvangstijd: --:-- uur Plaats: Zwolle Oosterenkstadion Toeschouwers: 2.250 Scheidsrechter: Jerrol Elburg         | |               |                                                                      |                       |
| 24e speelronde | FC Zwolle | 2 – 1 (1 – 1) | RBC                                                                  | Opstelling FC Zwolle: |
| 3 maart 1995 Aanvangstijd: --:-- uur Plaats: Zwolle Oosterenkstadion Toeschouwers: 2.550 Scheidsrechter: Keimke Zuidema            | Arie Smit 40' Remco Boere 58'                                                                                   |               | 3' Ronald van Oeveren                                                |                       |
| 25e speelronde | Eindhoven | 2 – 0 (0 – 0) | FC Zwolle                                                            | Opstelling FC Zwolle: |
| 11 maart 1995 Aanvangstijd: --:-- uur Plaats: Eindhoven Jan Louwersstadion Toeschouwers: 1.450 Scheidsrechter: Jack van Hulten     | Patrick Deckers 58' Gerard den Haan 63'                                                                         |               |                                                                      |                       |
| 26e speelronde | FC Zwolle | 2 – 1 (1 – 1) | Haarlem                                                              | Opstelling FC Zwolle: |
| 21 maart 1995 Aanvangstijd: --:-- uur Plaats: Zwolle Oosterenkstadion Toeschouwers: 1.275 Scheidsrechter: Ron Karremans            | Marco Koorman 37' Milles Reingoud 57'                                                                           |               | 9' Martin Koorn                                                      |                       |
| 27e speelronde | Telstar | 4 – 0 (2 – 0) | FC Zwolle                                                            | Opstelling FC Zwolle: |
| 25 maart 1995 Aanvangstijd: --:-- uur Plaats: Velsen-Zuid Sportpark Schoonenberg Toeschouwers: 1.874 Scheidsrechter: Jerrol Elburg | Rogier Koordes 19' Roberto Verhagen 44' Rini van Roon 54' Sander Oostrom 67'                                    |               |                                                                      |                       |
| 28e speelronde | Emmen | 1 – 0 (1 – 0) | FC Zwolle                                                            | Opstelling FC Zwolle: |
| 1 april 1995 Aanvangstijd: --:-- uur Plaats: Emmen Stadion Meerdijk Toeschouwers: 3.016 Scheidsrechter: György Takacs              | Ben Haverkort 18'                                                                                               |               |                                                                      |                       |
| 29e speelronde | FC Zwolle | 1 – 1 (1 – 0) | VVV                                                                  | Opstelling FC Zwolle: |
| 7 april 1995 Aanvangstijd: --:-- uur Plaats: Zwolle Oosterenkstadion Toeschouwers: 1.200 Scheidsrechter: Eugène Westerink          | Milles Reingoud 17'                                                                                             |               | 78' Werner Smits                                                     |                       |
| 30e speelronde | AZ | 2 – 1 (1 – 0) | FC Zwolle                                                            | Opstelling FC Zwolle: |
| 15 april 1995 Aanvangstijd: --:-- uur Plaats: Alkmaar Alkmaarderhout Toeschouwers: 3.355 Scheidsrechter: Ed Pieterman              | John Mutsaers 19' Dick Kooijman 80'                                                                             |               | 63' Remco Boere                                                      |                       |
| 31e speelronde | FC Zwolle | 0 – 3 (0 – 1) | De Graafschap                                                        | Opstelling FC Zwolle: |
| 21 april 1995 Aanvangstijd: --:-- uur Plaats: Zwolle Oosterenkstadion Toeschouwers: 2.200 Scheidsrechter: Hans Reygwart            | |               | 34' René van den Brink 52' René van den Brink 90' René van den Brink |                       |
| 32e speelronde | FC Zwolle | 0 – 3 (0 – 0) | Fortuna Sittard                                                      | Opstelling FC Zwolle: |
| 28 april 1995 Aanvangstijd: --:-- uur Plaats: Zwolle Oosterenkstadion Toeschouwers: 2.650 Scheidsrechter: Herman van Dijk          | |               | 59' Fernando Ricksen 77' Robert van der Weert 88' Ronald Hamming     |                       |
| 33e speelronde | TOP Oss | 0 – 1 (0 – 0) | FC Zwolle                                                            | Opstelling FC Zwolle: |
| 6 mei 1995 Aanvangstijd: --:-- uur Plaats: Zwolle Sportpark TOP Oss Toeschouwers: 2.801 Scheidsrechter: Fred Sterk                 | |               | 62' Henry van der Vegt                                               |                       |
| 34e speelronde | Cambuur Leeuwarden                                                                                              | 3 – 0 (1 – 0) | FC Zwolle                                                            | Opstelling FC Zwolle: |
| 13 mei 1995 Aanvangstijd: --:-- uur Plaats: Leeuwarden Cambuurstadion Toeschouwers: 4.370 Scheidsrechter: Ruud Bossen              | Jaap Stam 26' Stefan Jansen 49' Arno Arts 69'                                                                   |               |                                                                      |                       |

### KNVB beker
| Groepsfase                                                                                              | FC Zwolle              | 1 – 2 (1 – 1) | Go Ahead Eagles                                 | Opstelling FC Zwolle:           |
| 20 augustus 1994 Plaats: Zwolle Oosterenkstadion Toeschouwers: 2.300 Scheidsrechter: Roelof Luinge      | Henry van der Vegt 33' | IJsselderby   | 10' Marthijn Pothoven 60' (pen) Dennis Hulshoff | Schellevis, Boere, Van der Haar |
| Groepsfase                                                                                              | FC Zwolle              | 1 – 2 (0 – 1) | Ajax 2                                          | Opstelling FC Zwolle:           |
| 23 augustus 1994 Plaats: Zwolle Oosterenkstadion Toeschouwers: 1.800 Scheidsrechter: John IJkhout       | Marco Koorman 76'      |               | 25' John van den Brom 75' Clarence Seedorf      | Verrips, Van der Vegt, Boere    |
| Groepsfase                                                                                              | DOVO                   | 1 – 2 (1 – 1) | FC Zwolle                                       | Opstelling FC Zwolle:           |
| 3 september 1994 Plaats: Veenendaal Sportpark Panhuis Toeschouwers: 200 Scheidsrechter: Ad van Meerkerk | Dragan Ristic 2'       |               | 26' Leo Schellevis 50' Martin Reijnders         | Van den Berg, Schellevis        |

## Selectie en technische staf

### Selectie 1994/95
| Nr.           | Nat.               | Naam                   | Competitie | Competitie | Beker      | Beker      | Totaal     | Totaal     | Seizoen    | Vorige club           | Debuut     |            |            |            |
| Nr.           | Nat.               | Naam                   | W          |            | W          |            | W          |            | Seizoen    | Vorige club           | Debuut     |            |            |            |
| Doelmannen    | Doelmannen         | Doelmannen             | Doelmannen | Doelmannen | Doelmannen | Doelmannen | Doelmannen | Doelmannen | Doelmannen | Doelmannen            | Doelmannen | Doelmannen | Doelmannen | Doelmannen |
| ------------- | ------------------ | ---------------------- | ---------- | ---------- | ---------- | ---------- | ---------- | ---------- | ---------- | --------------------- | ---------- | ---------- | ---------- | ---------- |
| -             | Vlag van Nederland | Henk Timmer            | 34         | 0          | 0          | 0          | 34         | 0          | 6e         | Jeugd                 | -          |            |            |            |
| -             | Vlag van Nederland | René Grotenhuis        | 0          | 0          | 0          | 0          | 0          | 0          | 8e         | Jeugd                 | -          |            |            |            |
| Verdedigers   |                    |                        |            |            |            |            |            |            |            |                       |            |            |            |            |
| -             | Vlag van Nederland | Chafiek Goelab         | -          | 1          | 0          | 0          | -          | 1          | 1e         | ?                     | -          |            |            |            |
| -             | Vlag van Nederland | Gregg Berhalter        | 23         | 1          | 0          | 0          | 23         | 1          | 1e         | North Carolina (V.S.) | -          |            |            |            |
| -             | Vlag van Nederland | Albert van der Haar    | 33         | 0          | 0          | 0          | 33         | 0          | 1e         | Jeugd                 | -          |            |            |            |
| -             | Vlag van Nederland | Robert Maaskant        | 22         | 0          | 0          | 0          | 22         | 0          | 3e         | Motherwell FC         | -          |            |            |            |
| -             | Vlag van Nederland | Richard Plug           | 32         | 4          | 0          | 0          | 32         | 4          | 1e         | SC Telstar            | -          |            |            |            |
| -             | Vlag van Nederland | Herman Verrips         | 29         | 0          | 0          | 0          | 29         | 0          | 2e         | FC Utrecht            | -          |            |            |            |
| Middenvelders |                    |                        |            |            |            |            |            |            |            |                       |            |            |            |            |
| -             | Vlag van Nederland | Johan van Dijk         | 5          | 0          | 0          | 0          | 5          | 0          | 1e         | Jeugd                 | -          |            |            |            |
| -             | Vlag van Nederland | Marco Koorman          | 24         | 3          | 0          | 1          | 24         | 4          | 2e         | SC Veendam            | -          |            |            |            |
| -             | Vlag van Nederland | Tjiel de Munck Mortier | 3          | 0          | 0          | 0          | 3          | 0          | 1e         | Jeugd                 | -          |            |            |            |
| -             | Vlag van Nederland | Maurice Pot            | –          | 0          | –          | 0          | –          | 0          | 1e         | Jeugd                 | -          |            |            |            |
| -             | Vlag van Nederland | Milles Reingoud        | 27         | 3          | 0          | 0          | 27         | 3          | 1e         | PSV                   | -          |            |            |            |
| -             | Vlag van Nederland | Harry Sinkgraven       | 31         | 0          | 0          | 0          | 31         | 0          | 2e         | SC Cambuur            | -          |            |            |            |
| -             | Vlag van Nederland | Henri van der Vegt     | 28         | 10         | 0          | 1          | 28         | 11         | 4e         | Jeugd                 | -          |            |            |            |
| Aanvallers    |                    |                        |            |            |            |            |            |            |            |                       |            |            |            |            |
| -             | Vlag van Nederland | Johan van den Berg     | –          | 0          | –          | 0          | –          | 0          | 1e         | Jeugd                 | -          |            |            |            |
| -             | Vlag van Nederland | Remco Boere            | 32         | 10         | 0          | 0          | 32         | 10         | 3e         | Gil Vicente FC        | -          |            |            |            |
| -             | Vlag van Nederland | Josja Bolks            | 4          | 0          | 0          | 0          | 4          | 0          | 1e         | Jeugd                 | -          |            |            |            |
| -             | Vlag van Nederland | Harry Buisman          | 10         | 0          | 0          | 0          | 10         | 0          | 3e         | SV Spakenburg (ama)   | -          |            |            |            |
| -             | Vlag van Nederland | Martin Reijnders       | 18         | 2          | 0          | 1          | 18         | 3          | 6e         | Jeugd                 | -          |            |            |            |
| -             | Vlag van Nederland | Leo Schellevis         | 20         | 1          | 0          | 1          | 20         | 2          | 2e         | ADO Den Haag          | -          |            |            |            |
| -             | Vlag van Nederland | Arie Smit              | 22         | 1          | 0          | 0          | 22         | 1          | 1e         | Jeugd                 | -          |            |            |            |
| Nr.           | Nat.               | Naam                   | W          |            | W          |            | W          |            | Seizoen    | Vorige club           | Debuut     |            |            |            |
| Nr.           | Nat.               | Naam                   | Competitie | Competitie | Beker      | Beker      | Totaal     | Totaal     | Seizoen    | Vorige club           | Debuut     |            |            |            |

### Technische staf
| Naam            | Functie      | Bijzonderheid    |
| --------------- | ------------ | ---------------- |
| Ben Hendriks    | Hoofdtrainer | Tot 16 januari   |
| Piet Schrijvers | Hoofdtrainer | Vanaf 16 januari |

## Statistieken FC Zwolle 1994/1995

### Eindstand FC Zwolle in de Nederlandse Eerste divisie 1994 / 1995
| Stand | Gespeeld | Gewonnen | Gelijk | Verloren | Punten | Doelpunten voor | Doelpunten tegen | Gele kaarten | Rode kaarten |
| ----- | -------- | -------- | ------ | -------- | ------ | --------------- | ---------------- | ------------ | ------------ |
| 14e   | 34       | 10       | 8      | 16       | 28     | 36              | 59               | –            | –            |

### Topscorers
| #      | Naam               | Goal |
| ------ | ------------------ | ---- |
| 1.     | Remco Boere        | 10   |
| 1.     | Henri van der Vegt | 10   |
| 3.     | Richard Plug       | 4    |
| 4.     | Marco Koorman      | 3    |
| 4.     | Milles Reingoud    | 3    |
| 6.     | Martin Reijnders   | 2    |
| 7.     | Gregg Berhalter    | 1    |
| 7.     | Chafiek Goelab     | 1    |
| 7.     | Leo Schellevis     | 1    |
| 7.     | Arie Smit          | 1    |
| Totaal | Totaal             | 36   |

| #      | Naam               | Goal |
| ------ | ------------------ | ---- |
| 1.     | Marco Koorman      | 1    |
| 1.     | Martin Reijnders   | 1    |
| 1.     | Leo Schellevis     | 1    |
| 1.     | Henri van der Vegt | 1    |
| Totaal | Totaal             | 4    |

### Kaarten
| #      | Naam        |   |
| ------ | ----------- | - |
| 1.     | Naam speler | - |
| Totaal | Totaal      | - |

| #      | Naam        |   |
| ------ | ----------- | - |
| 1.     | Naam speler | - |
| Totaal | Totaal      | - |

| #      | Naam        |   |
| ------ | ----------- | - |
| 1.     | Naam speler | - |
| Totaal | Totaal      | - |

### Punten per speelronde
| Speelronde | 1 | 2 | 3 | 4 | 5 | 6 | 7 | 8 | 9 | 10 | 11 | 12 | 13 | 14 | 15 | 16 | 17 | 18 | 19 | 20 | 21 | 22 | 23 | 24 | 25 | 26 | 27 | 28 | 29 | 30 | 31 | 32 | 33 | 34 |
| ---------- | - | - | - | - | - | - | - | - | - | -- | -- | -- | -- | -- | -- | -- | -- | -- | -- | -- | -- | -- | -- | -- | -- | -- | -- | -- | -- | -- | -- | -- | -- | -- |
| Punten     | 1 | 1 | 2 | 1 | 2 | 1 | 0 | 2 | 0 | 2  | 2  | 2  | 0  | 1  | 0  | 0  | 0  | 0  | 0  | 1  | 2  | 0  | 1  | 2  | 0  | 2  | 0  | 0  | 1  | 0  | 0  | 0  | 2  | 0  |

### Punten na speelronde
| Speelronde | 1 | 2 | 3 | 4 | 5 | 6 | 7 | 8  | 9  | 10 | 11 | 12 | 13 | 14 | 15 | 16 | 17 | 18 | 19 | 20 | 21 | 22 | 23 | 24 | 25 | 26 | 27 | 28 | 29 | 30 | 31 | 32 | 33 | 34 |
| ---------- | - | - | - | - | - | - | - | -- | -- | -- | -- | -- | -- | -- | -- | -- | -- | -- | -- | -- | -- | -- | -- | -- | -- | -- | -- | -- | -- | -- | -- | -- | -- | -- |
| Punten     | 1 | 2 | 4 | 5 | 7 | 8 | 8 | 10 | 10 | 12 | 14 | 16 | 16 | 17 | 17 | 17 | 17 | 17 | 17 | 18 | 20 | 20 | 21 | 23 | 23 | 25 | 25 | 25 | 26 | 26 | 26 | 26 | 28 | 28 |

### Stand na speelronde
| Speelronde | 1   | 2  | 3  | 4  | 5  | 6  | 7  | 8  | 9  | 10 | 11 | 12 | 13 | 14 | 15 | 16 | 17 | 18  | 19  | 20  | 21  | 22  | 23  | 24  | 25  | 26  | 27  | 28  | 29  | 30  | 31  | 32  | 33  | 34  |
| ---------- | --- | -- | -- | -- | -- | -- | -- | -- | -- | -- | -- | -- | -- | -- | -- | -- | -- | --- | --- | --- | --- | --- | --- | --- | --- | --- | --- | --- | --- | --- | --- | --- | --- | --- |
| Stand      | 10e | 9e | 5e | 8e | 6e | 6e | 8e | 4e | 7e | 4e | 3e | 2e | 5e | 2e | 6e | 9e | 9e | 12e | 12e | 13e | 11e | 14e | 11e | 11e | 11e | 11e | 12e | 13e | 12e | 13e | 13e | 14e | 13e | 14e |

### Doelpunten per speelronde
| Speelronde | 1 | 2 | 3 | 4 | 5 | 6 | 7 | 8 | 9 | 10 | 11 | 12 | 13 | 14 | 15 | 16 | 17 | 18 | 19 | 20 | 21 | 22 | 23 | 24 | 25 | 26 | 27 | 28 | 29 | 30 | 31 | 32 | 33 | 34 | Totaal |
| ---------- | - | - | - | - | - | - | - | - | - | -- | -- | -- | -- | -- | -- | -- | -- | -- | -- | -- | -- | -- | -- | -- | -- | -- | -- | -- | -- | -- | -- | -- | -- | -- | ------ |
| Doelpunten | 1 | 2 | 3 | 0 | 2 | 1 | 2 | 1 | 2 | 4  | 1  | 2  | 1  | 1  | 0  | 1  | 0  | 1  | 0  | 1  | 3  | 0  | 0  | 2  | 0  | 2  | 0  | 0  | 1  | 1  | 0  | 0  | 1  | 0  | 36     |